# Beneath the Scars
Beneath the Scars è il quarto album in studio del gruppo rock statunitense 12 Stones, pubblicato nel 2012.

## Tracce
1. Infected – 3:28
2. Bulletproof – 3:03
3. For the Night – 3:23
4. Worlds Collide – 3:40
5. That Changes Everything – 4:06
6. The One Thing – 3:21
7. Blind – 3:55
8. I'm With You – 2:56
9. Bury Me – 4:02
10. Psycho – 3:12
11. Only Human – 3:36
12. Someone Like You – 2:54
13. Shine On Me – 4:12
14. Pretty Poison – 4:19